# アズマックス (東京都中央区の企業)
株式会社アズマックス（AZMAX）は、1947年（昭和22年）創立の東京都中央区に本社を置く日本の金属製品メーカーである。創立以来、みがき棒鋼の生産・販売を行う企業。

## 概要
主力商品は異形みがき棒鋼・みがき平鋼・ステンレス平角鋼。社名はかつて本社があった吾嬬町（あずままち。現在の東京都墨田区東部にあたる）と、顧客ニーズに最大限対応といった意味合いでのMAX（マックス）に由来する。

## 沿革
- 1939年（昭和14年）3月 - 東京墨田区に吾嬬鋼材工作所として個人創業 。
- 1947年（昭和22年）8月 - 吾嬬鋼材株式会社へ改組（創業、資本金100万円）。
- 1962年（昭和37年）8月 - 吾嬬精機鋼業株式会社に社名変更。
- 1963年（昭和38年）9月 - 資本金を5,000万円に増資。
- 1965年（昭和40年）
  - 7月 - 千葉工場（千葉県八千代市）操業開始。
  - 11月 - 大阪連絡所（現・大阪営業所）開設。
- 1971年（昭和46年）7月 - 千葉ステンレス工場完成、稼動。
- 1980年（昭和55年）
  - 7月 - 資本金1億9,600万円。
  - 9月 - コールドフラットバー工場完成。
- 1985年（昭和60年）
  - 5月 - 第2コールドフラットバー工場完成、稼動。
  - 11月 - 資本金を2億8,000万円に増資する。
- 1986年（昭和61年）4月 - 名古屋営業所を開設。
- 1990年（平成2年）9月 - 資本金4億9,900万円に増資。
- 1991年（平成3年）1月 - アズマックス株式会社に社名変更。茨城工場（茨城県常陸太田市）操業開始。
- 1993年（平成5年）12月 - 本社工場を千葉・茨城両工場へ集約。
- 1996年（平成8年）3月 - 本社・東京営業部を東京都中央区京橋に移転。
- 2001年（平成13年）11月 - ISO 9001:2000認証取得（千葉工場生産部門を除く）。
- 2002年（平成14年）9月 - ISO 9001:2000全社認証取得。
- 2011年（平成23年）4月 - 本社、営業部を東京都中央区日本橋に移転。